# Eva Rausing
Eva Louise Kemeny (Estados Unidos, 7 de marzo de 1964 – Belgravia, Londres, 7 de mayo de 2012) fue una médica, empresaria y filantropista estadounidense.
Eva Rausing fue hija de un director ejecutivo senior de PepsiCo, que posee una isla privada en Baja California y junto con su esposa, posee una mansión de £ 15 millones en Barbados. Fue de las mujeres más ricas de Reino Unido cuya muerte conmocionó al país el pasado mes de mayo, falleció a causa de su "adicción a las drogas" por decisión de un juez forense hoy. El cuerpo de Rausing, casada con Hans Christian Rausing, de la familia que fundó el imperio Tetra Pak, fue encontrado muerto entre ropa de cama y bolsas de basura en su casa de Londres el 9 de julio durante un registro policial de la propiedad.
Un tribunal de Londres condenó a su esposo, Hans Christian Rausing, a 10 meses de prisión el 1 de agosto por retrasar el funeral de su esposa, pero la sentencia fue suspendida por dos años a condición de que recibiera tratamiento por drogadicción. La asistente forense Shirley Radcliffe, que investiga las circunstancias de la muerte de Rausing, dijo hoy que se encontraron drogas en el cuerpo del millonario y que murió por "intoxicación por cocaína", ya que estaba afectada por la enfermedad de las arterias coronarias que afligía al fallecido.
Radcliffe decidió que "la muerte de Eva Rausing fue el resultado de su adicción a las drogas". La fortuna de la pareja se estima en unos 5.400 millones de libras (7.000 millones de euros) gracias al imperio, fundado por el padre de Hans Rausing y especializado en la producción de envases de cartón como el tetrabrick. La pareja Rausing fue acusada en 2008 por ingerir una gran cantidad de drogas en su hogar, como crack, heroína y cocaína. Hasta el pasado mes de abril, Eva Rausing fue detenida cuando intentaba ingresar a la Embajada de Estados Unidos. En Londres con una pequeña cantidad de drogas.
Según los resultados de la autopsia, Rausing murió el 7 de mayo y su cuerpo fue encontrado en la casa de la pareja en el exclusivo barrio de Belgravia durante dos meses antes de ser descubierto.